# Jacob Gundersen
Jacob Gundersen (n. 29 octombrie 1875, Grimstad, Aust-Agder, Norvegia – d. ianuarie 1968, New York, SUA) a fost un luptător ce a reprezentat Norvegia, medaliat olimpic. A participat la o ediție a Jocurilor Olimpice (1908) în care a câștigat o medalie de argint.

## Participări
Lista de mai jos prezintă principalele competiții la care a participat Jacob Gundersen de-a lungul carierei.
- wrestling at the 1908 Summer Olympics – men's freestyle heavyweight[*]